# NGC 1476
NGC 1476 ist eine Spiralgalaxie vom Hubble-Typ Sa im Sternbild Pendeluhr am Südsternhimmel, die schätzungsweise 69 Millionen Lichtjahre von der Milchstraße entfernt ist.
Entdeckt wurde das Objekt am 14. Dezember 1835 von John Herschel.